# 中村亜友美
中村 亜友美（なかむら あゆみ、1990年8月29日 - ）は、日本の女子バレーボール選手。

## 来歴
福岡県朝倉郡筑前町出身。小学1年のときに、実兄の影響でバレーボールを始める。練習試合に来ていた誠英高校在学中の栗原恵にあこがれ、同校への進学を決意する。
誠英高校進学後は、2006年10月の兵庫国体準優勝。3年次には主将を務め、同級の大須賀咲香や奥村麻依らとともに2008年3月の春高バレーベスト4、同年10月のチャレンジ!おおいた国体では、優勝の原動力となった。
2009年、日本体育大学に進学し、2010年全日本インカレ3位入賞等で活躍。2011年7月、第26回ユニバーシアード代表に選出され、深圳大会において4位入賞に貢献した。同年12月、全日本インカレにおいて準優勝に大きく貢献し、自らもサーブ賞に輝いた。
2012年4月、全日本代表メンバーに選出された。同年12月、JTマーヴェラスへの入部が内定した。
2013年1月27日の久光製薬戦で途中出場、スパイク4得点をあげてプレミアデビューを果たした。同年5月のモントルーバレーマスターズで全日本代表デビュー。
2017年5月31日付けでJTを退部。イスラエル代表の日本合宿をJTが受け入れていた縁もあり、イスラエルリーグに移籍。ハポエル・クファル・サバとクフ・クフ・テルアビブで1シーズンずつプレーした。
膝の故障もあり、2019年に帰国して一度現役引退。ただし、2020年2月-3月に開催された第10回全国6人制バレーボールリーグ総合男女優勝大会にマックスバリュ姫路ヴィアーレの選手兼コーチとして出場し、得点王を受賞した。
2021年、クフ・クフ・テルアビブから再オファーがかかり、再びのイスラエルリーグでのプレーを決断し、現役復帰した。
2023年、ベトナムでのプレーを経てペルーリーグのラティノ・アミサに移籍。
2024年、スロバキアのVKP FTVŠ UK Bratislavaに移籍。

## 球歴
- ユニバーシアード代表 - 2011年
- 全日本代表 - 2012年-

## 受賞歴
- 2011年 - 全日本インカレ サーブ賞
- 2012年 - 全日本インカレ サーブ賞
- 2015年 - 第64回黒鷲旗 黒鷲賞（MVP）、ベスト6
- 2016年 - 2015/16VチャレンジリーグI サーブ賞
- 2016年 - 第65回黒鷲旗 ベスト6
- 2017年 - 第6回アガタ・ムロシュ＝オルシェフスカ記念 ベストレシーバー[14]
- 2018年 - イスラエル・プレミアリーグ ベストサーバー
- 2019年 - イスラエル・プレミアリーグ ベストサーバー
- 2020年 - 第10回全国6人制バレーボールリーグ総合男女優勝大会 得点王

## 所属チーム
- 三輪町スポーツ少年団
- 防府市立佐波中学校
- 誠英高校
- 日本体育大学（2009-2013年）
- JTマーヴェラス（2013-2017年）
- ハポエル・クファル・サバ（2017-2018年）
- クフ・クフ・テルアビブ（2018-2019年）
- マックスバリュ姫路ヴィアーレ（2020年）
- クフ・クフ・テルアビブ（2021-2023年）
- Xi măng Long Sơn Thanh Hóa（2023年）
- ラティノ・アミサ（ポルトガル語版）（2023-2024年）
- VKP FTVŠ UK Bratislava（2024年-）

## 個人成績
Vプレミアリーグレギュラーラウンドにおける個人成績は下記の通り。
| シーズン | 所属 | 出場                                 | 出場                                 | アタック                             | アタック                             | アタック                             | アタック                             | ブロック                             | ブロック                             | サーブ                               | サーブ                               | サーブ                               | サーブ                               | レセプション                         | レセプション                         | 総得点                               | 備考                                 |
| -------- | ---- | ------------------------------------ | ------------------------------------ | ------------------------------------ | ------------------------------------ | ------------------------------------ | ------------------------------------ | ------------------------------------ | ------------------------------------ | ------------------------------------ | ------------------------------------ | ------------------------------------ | ------------------------------------ | ------------------------------------ | ------------------------------------ | ------------------------------------ | ------------------------------------ |
| シーズン | 所属 | 試合                                 | セット                               | 打数                                 | 得点                                 | 決定率                               | 効果率                               | 決定                                 | /set                                 | 打数                                 | エース                               | 得点率                               | 効果率                               | 受数                                 | 成功率                               | 総得点                               | 備考                                 |
| 2012/13  | JT   | 14                                   | 11                                   | 52                                   | 16                                   | 30.8%                                | %                                    | 0                                    | 0.00                                 | 21                                   | 1                                    | 4.76%                                | 14.3%                                | 0                                    | 0.0%                                 | 17                                   | 内定選手                             |
| 2013/14  | JT   | 0                                    | 0                                    | 0                                    | 0                                    | 0.0%                                 | %                                    | 0                                    | 0.00                                 | 0                                    | 0                                    | 0.00%                                | 0.0%                                 | 0                                    | 0.0%                                 | 0                                    |                                      |
| 2014/15  | JT   | チャレンジリーグの為、記録を記載せず | チャレンジリーグの為、記録を記載せず | チャレンジリーグの為、記録を記載せず | チャレンジリーグの為、記録を記載せず | チャレンジリーグの為、記録を記載せず | チャレンジリーグの為、記録を記載せず | チャレンジリーグの為、記録を記載せず | チャレンジリーグの為、記録を記載せず | チャレンジリーグの為、記録を記載せず | チャレンジリーグの為、記録を記載せず | チャレンジリーグの為、記録を記載せず | チャレンジリーグの為、記録を記載せず | チャレンジリーグの為、記録を記載せず | チャレンジリーグの為、記録を記載せず | チャレンジリーグの為、記録を記載せず | チャレンジリーグの為、記録を記載せず |
| 2015/16  | JT   | チャレンジリーグの為、記録を記載せず | チャレンジリーグの為、記録を記載せず | チャレンジリーグの為、記録を記載せず | チャレンジリーグの為、記録を記載せず | チャレンジリーグの為、記録を記載せず | チャレンジリーグの為、記録を記載せず | チャレンジリーグの為、記録を記載せず | チャレンジリーグの為、記録を記載せず | チャレンジリーグの為、記録を記載せず | チャレンジリーグの為、記録を記載せず | チャレンジリーグの為、記録を記載せず | チャレンジリーグの為、記録を記載せず | チャレンジリーグの為、記録を記載せず | チャレンジリーグの為、記録を記載せず | チャレンジリーグの為、記録を記載せず | チャレンジリーグの為、記録を記載せず |
| 2016/17  | JT   | 21                                   | 75                                   | 571                                  | 201                                  | 35.2%                                | %                                    | 18                                   | 0.24                                 | 287                                  | 11                                   | %                                    | 12.5%                                | 625                                  | 61.8%                                | 230                                  |                                      |